# Carl Holtermann
Pour les articles homonymes, voir Holtermann.
Carl Ludvig Holtermann, né le 23 janvier 1866 à Hafslo, aujourd'hui Luster, comté de Sogn og Fjordane, Norvège, mort le 2 mai 1923 à Berlin, est un botaniste et journaliste norvégien qui fait sa carrière en Allemagne.

## Biographie
Son père est juriste. Il fait ses études secondaires à Fredrikshald (Halden) puis, en 1888, il commence des études de sciences naturelles à l'université d'Oslo. Il obtient son doctorat à l'université de Bonn en 1893. Il est ensuite assistant à l'université de Münster avant de devenir professeur associé de botanique à Berlin en 1897, puis professeur en 1902.
Holtermann effectue deux voyages d'études, au Sri Lanka, à Bornéo et à Java. Il s'intéresse aux plantes tropicales, et notamment aux champignons. Il est correspondant à Berlin des journaux norvégiens Morgenbladet (1898-1900) et Aftenposten (1901-1922). Pendant la Première Guerre mondiale, il se rend à plusieurs reprises sur les fronts oriental et occidental en tant que correspondant.

## Postérité
Le genre Holtermannia (en) porte son nom.